# Bak (sculpteur)
Pour les articles homonymes, voir Bak.
Bak est le chef sculpteur pendant le règne du pharaon Akhenaton. Son père, qui s'appelait Men, avait la même position sous Amenhotep III, le père d'Akhenaton ; sa mère, Roy, était originaire d'Héliopolis.
Bak a grandi à Héliopolis, où le jeune prince Amenhotep (qui est devenu le pharaon Akhenaton) avait un palais. Bak a suivi son maître à Akhetaton, la ville fondée par Akhenaton. Il a supervisé la construction des statues du grand temple du roi et l'ouverture des carrières de pierres d'Assouan et Gebel Silsileh, d'où la pierre a été extraite.
Une stèle trouvée à Assouan, faite autour de la 9e année du règne d'Akhenaton montre Bak avec ses hommes et les pharaons qu'ils desservent. Sur le côté droit se trouvent des hommes devant la statue d'Amenhotep III. Cette statue est susceptible d'être l'un des colosses du pharaon. Ce côté de la stèle reflète le style artistique traditionnel de la XVIIIe dynastie, et la seule indication de la période d'Amarna, c'est que le nom de « Amenhotep » n'est pas mentionné, et que son nom Nebmaâtrê est répété, afin d'éviter d'avoir à mentionner le dieu Amon, dont le culte était interdit. Sur le côté gauche de la stèle, Bak est face à Akhenaton, qui fait des offrandes à son dieu Aton, et selon l'inscription, la scène représentée est dans le grand temple d'Aton. Une caractéristique typique de l'ère amarnienne est que les rayons d'Aton se terminent en mains. Les noms d'Aton et d'Akhenaton ont ultérieurement été martelés.
Sur la stèle, Bak est qualifié « l'apprenti que Sa Majesté a enseigné ». Il est probable qu'il a supervisé la réalisation des statues qui montrent Akhenaton et sa famille dans un style trop naturaliste, rompant avec la représentation idéalisée traditionnelle.
Une autre stèle, aujourd'hui à Berlin, montre Bak avec son épouse Taheret. L'inscription de cette stèle mentionne qu'elle lui a été donnée par Akhenaton.
Un dessin d'Akhenaton, qui représente le pharaon et le dieu Aton, susceptible d'avoir été fait dans les premières années de son règne, est peut-être un travail de Bak. Ce dessin représente Aton avec un homme à tête de faucon, qui est un attribut de Rê.
On connaît le nom d'autres sculpteurs de la période amarnienne, comme Thoutmôsis, sculpteur du célèbre buste de Néfertiti, et Youti, sculpteur de la reine Tiyi.